# 山中古洞
山中 古洞（やまなか こどう、明治2年（1869年）7月10日 - 昭和20年（1945年））は、明治時代から昭和時代にかけての浮世絵師、日本画家。

## 来歴
月岡芳年の門人。本姓は佐藤、姓は山中、名は升（のぼる）。古洞、日本画軒、辰重と号す。東京麹町永田町において一橋の藩士、佐藤精一郎の息子として生まれた。大蔵省に仕えたといわれる。芳年に絵を学んだ後、熊谷直彦、在原古玩、石原白道などにも師事している。画風は芳年の影響によるところが多かったようで、人物画に長じており、国風会の会員になった。浮世絵師として、烏合会に作品を出品している。また、明治28年（1895年）、京都で行われた内国博覧会に「清正進軍図」を出品して、褒状を受けた。翌明治29年（1896年）年末には、尾崎紅葉と高田早苗が協議の上、古洞を読売新聞に入社させたが、あまり仕事もなく、紹介者の紅葉、編集長の中井錦城が心配して、紅葉は四十四回完結の「西洋娘気質」を、自分の口述、春葉記の形式で提出したり、錦城は「当世百馬鹿」という諷刺漫画を考案して、古洞に活躍の機会を与えた。
明治32年（1899年）には小林古径が古洞のところを訪れ、古洞の紹介により、古径は梶田半古に入門することにしたという。明治33年（1900年）頃には『新聞雑誌』、『文芸倶楽部』の挿絵、木版画の口絵を描いている。挿絵を主に描くようになってからは武内桂舟の系統とみられており、明治33年（1900年）1月刊行の『世界お伽噺　第13編　豫言書』（巖谷小波著）、明治33年5月刊行の『世界歴史譚　第13編　華聖頓（ワシントン）』（福山義春著）、明治34年（1901年）12月刊行の『世界歴史譚　第32編　惹安達克（ジャンヌ・ダルク）』（中内義一著）、明治40年（1907年）6月に刊行の渡辺霞亭作「浪花潟」の挿絵などが例としてが挙げられる。大きい展覧会では、日本絵画協会に「秋風五丈原」という題で諸葛孔明を描いた大作を出品した後は、出品しなかったようである。なお、明治40年（1907年）に結成された国画玉成会にも参加している。木版口絵は明治33年から大正4年（1915年）まで描いており、村井弦斎、塚原渋柿園、福地桜痴、永井荷風、江見水蔭らの小説単行本の口絵などを描いている。
昭和5年（1930年）か昭和6年（1931年）頃、「辰重」の名前で映画女優の新版画を制作した。十二作家近代美人秀作版画「名品おんな十二姿　女優」は、割り忍またはお福と呼ばれた髪形で大正期に人気を得た女優、酒井よね子を描いたといわれ、写実的にモデルの特徴を良く捉えている。これは、江戸時代の浮世絵師が、絵師の理想像を美人画として描いていた点とは異なっていた。昭和16年（1941年）には『挿絵節用』を著している。その後、晩年には高円寺に住み主に肉筆画を描いた。享年77。

## 作品

### 口絵
- 「謡と能」45 大和田建樹作 『日用百科全書』 明治33年
- 「片時雨」 内田魯庵作 『文芸倶楽部』第7巻16号 明治34年
- 「梅ケ香」 『文芸倶楽部』第19巻3号 大正2年
- 「ほたる」 『文芸倶楽部』第19巻10号 大正2年
- 「江島」 『文芸倶楽部』第20巻2号 大正3年
- 「日傘」 『新小説』第18年 第7巻 大正2年
- 「白酒」 『新小説』第20年 第3巻 大正4年
- 「日出島東雲の巻」 村井弦斎作 春陽堂版 明治33年
- 「でれ医者」 塚原渋柿園作 春陽堂版 明治34年
- 「芳哉義士誉」 福地桜痴作 博文館版 明治34年
- 「山中平九郎」 福地桜痴作 博文館版 明治35年
- 「霜くずれ 慈善」 内田魯庵作 春陽堂版 明治35年
- 「花盛劇楓葉」 福地桜痴作 博文館版 明治36年
- 「恋と刃」 ゾラ 永井荷風訳 新声社版 明治36年
- 「軍事小説武装之巻」 江見水蔭作 博文館版 明治37年
- 「小桜新吉」 堺枯川作 公文書院版 明治45年

### 版画
- 「野分」　木版画　ムラー・コレクション
- 「女優（酒井米子）」　木版画　渡辺版　昭和4年（1929年）
- 「女優（森律子）」　木版画　渡辺版　昭和4年（1929年）

## 参考図書
- 井上和雄 『浮世絵師伝』　渡辺版画店、1931年
- 日本浮世絵協会編 『原色浮世絵大百科事典』第2巻 大修館書店、1982年 ※117頁
- 山田奈々子 『木版口絵総覧』 文生書院、2005年
- 鏑木清方 『こしかたの記』 中公文庫、2008年
- 東京都江戸東京博物館編 『よみがえる浮世絵　うるわしき大正新版画展』　東京都江戸東京博物館　朝日新聞社、2009年
- 堀川浩之 「仙台の浮世絵師・熊耳耕年の“月岡芳年塾入門記”」　国際浮世絵学会 『浮世絵芸術』 171号所収、2016年1月